# Graafmachine
Een graafmachine is een voertuig dat speciaal is uitgerust om te kunnen graven. Met name op het bouwterrein worden graafmachines veel gebruikt.
Sommige graafmachines kunnen niet alleen greppels en kuilen maken, maar ook terrein effenen en vrachtauto's laden. De armen en scheppen (of lepels) werken meestal hydraulisch. Door onder grote druk hydraulische vloeistof in een cilinder te pompen, worden de hefarmen bewogen.
Soms zijn graafmachines uitgerust met poten voor de stabiliteit. Graafmachines kunnen uitgerust zijn met zowel rupsbanden als luchtbanden.
De allergrootste graafmachines zijn graafwielbaggers van soms 90 meter hoog, die gebruikt worden in de dagbouw.
In 1971 heeft Takeuchi de graafmachine uitgevonden die 360 graden kon draaien. Daarvoor konden graafmachines alleen draaien met behulp van de rupsen.

## Afbeeldingen

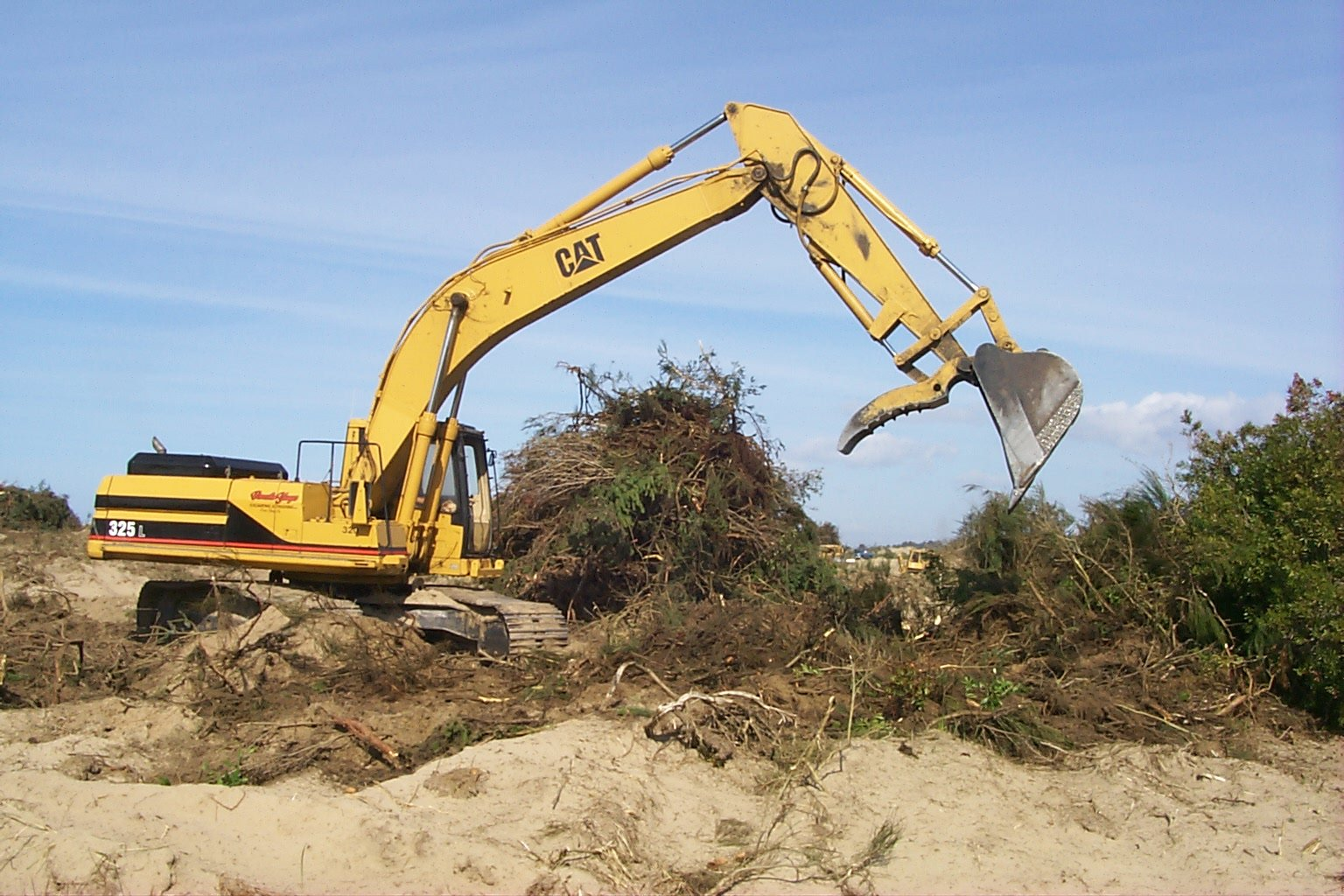
Caterpillar graafmachine (dieplepel) op rupsbanden
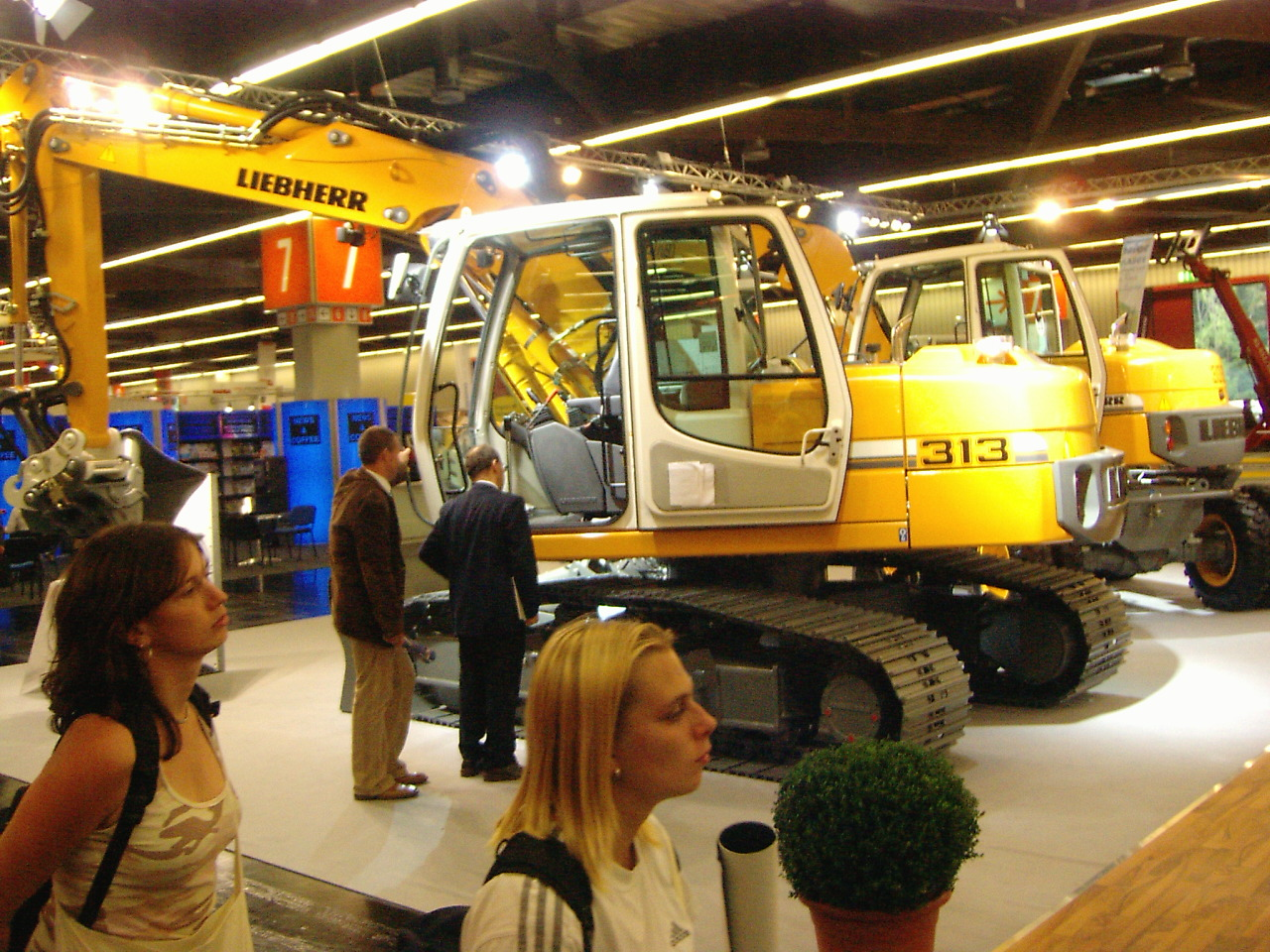
Liebherr graafmachine
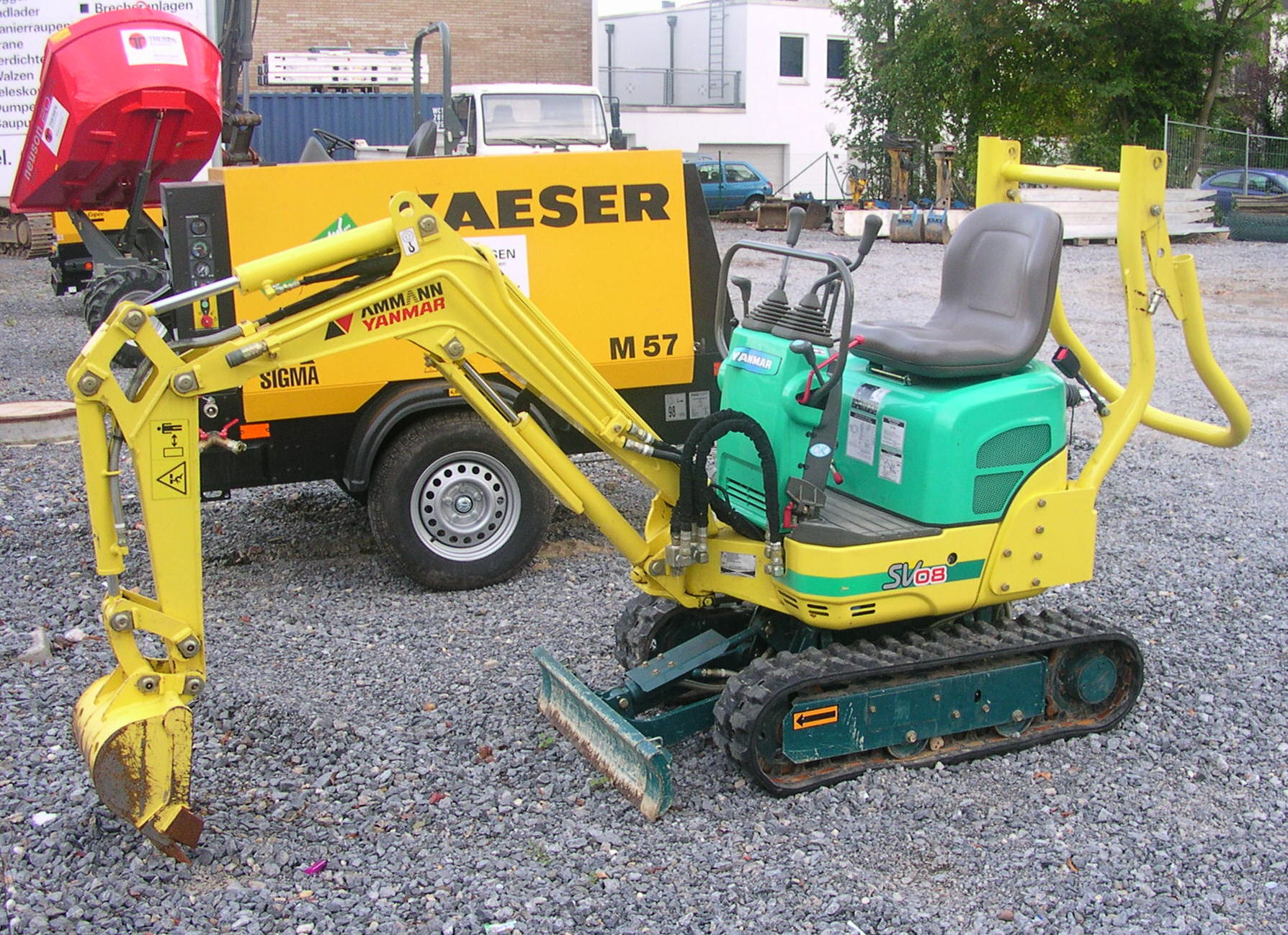
Ammann Yanmar Minigraafmachine SV08-1
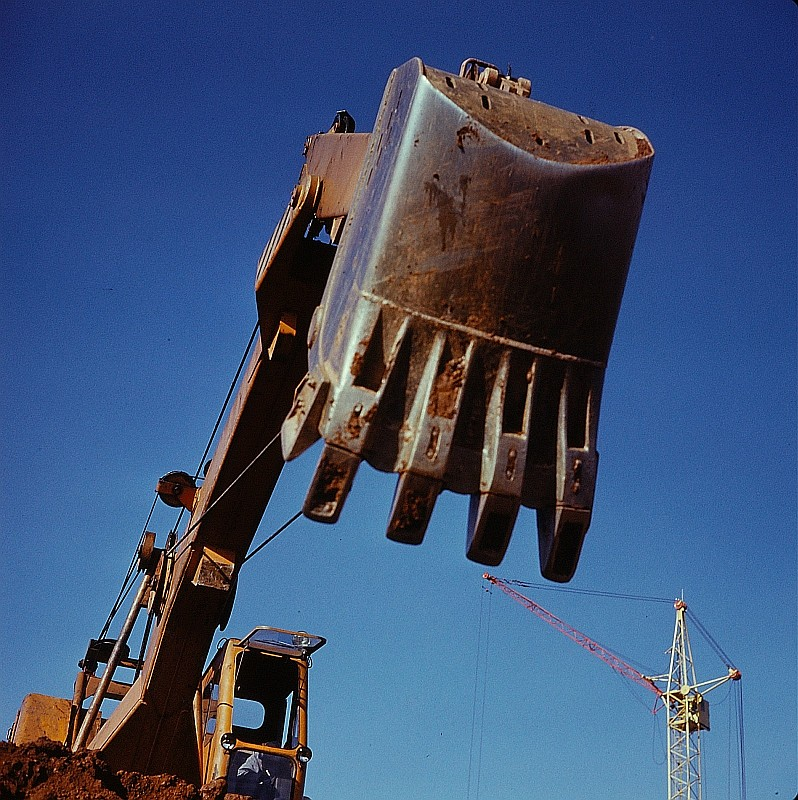
Graafbak